# Sobre

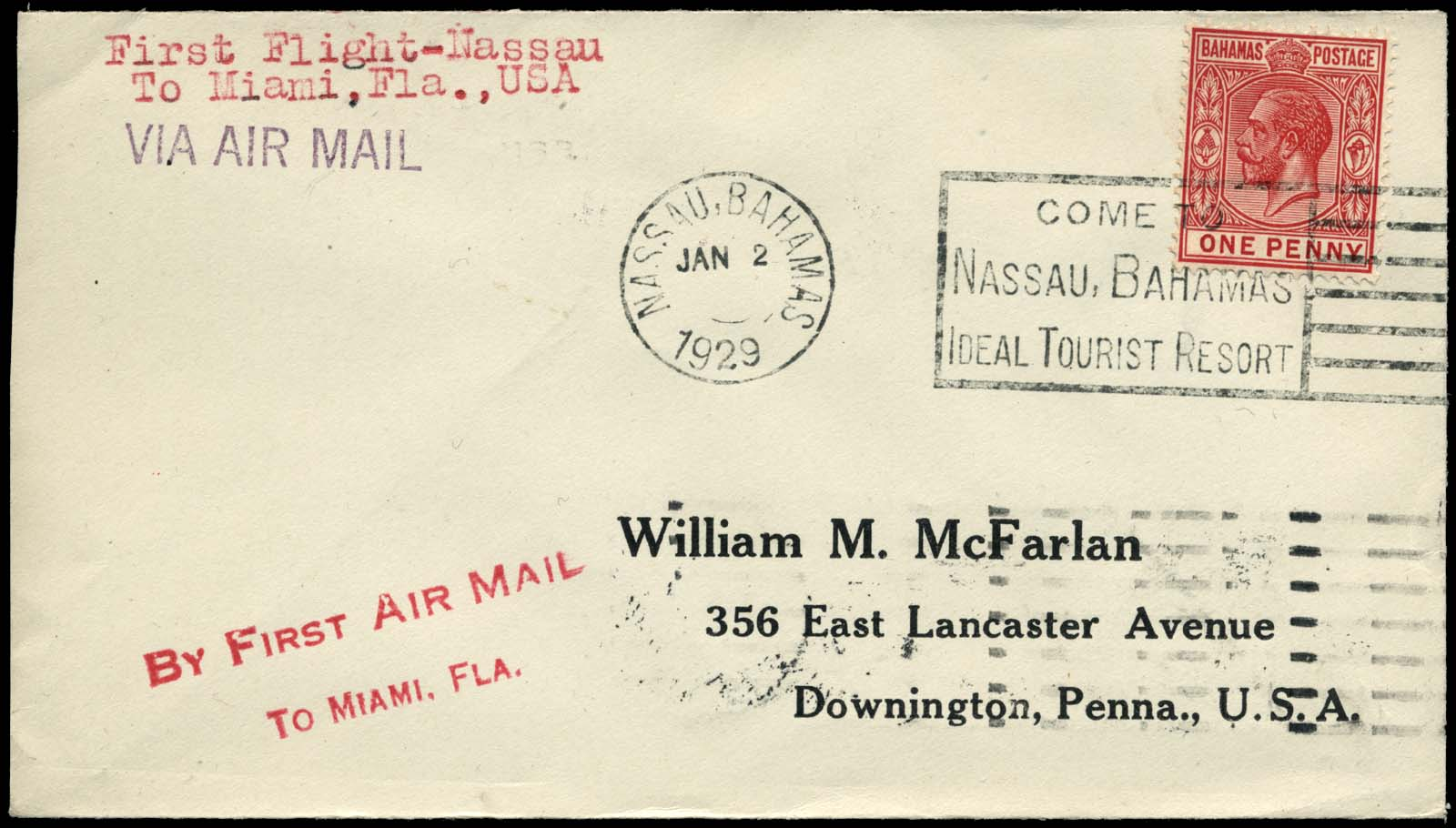
Sobre tradicional.

Un sobre o una envolup és una coberta de paper o un altre material per a introduir lletres, cartes, targetes o altres documents que s'envien per correu. El sobre està dissenyat per incorporar el franqueig i el destinatari en l'anvers i el remitent al revers. Per això, la part frontal és llisa restant la solapa sempre a la part del darrere. Els sobres s'adquireixen en les papereria o botigues de material d'oficina i es poden personalitzar encarregant-ho a una impremta.

## Tipus de sobres
Pel seu sistema de tancament, es poden distingir:

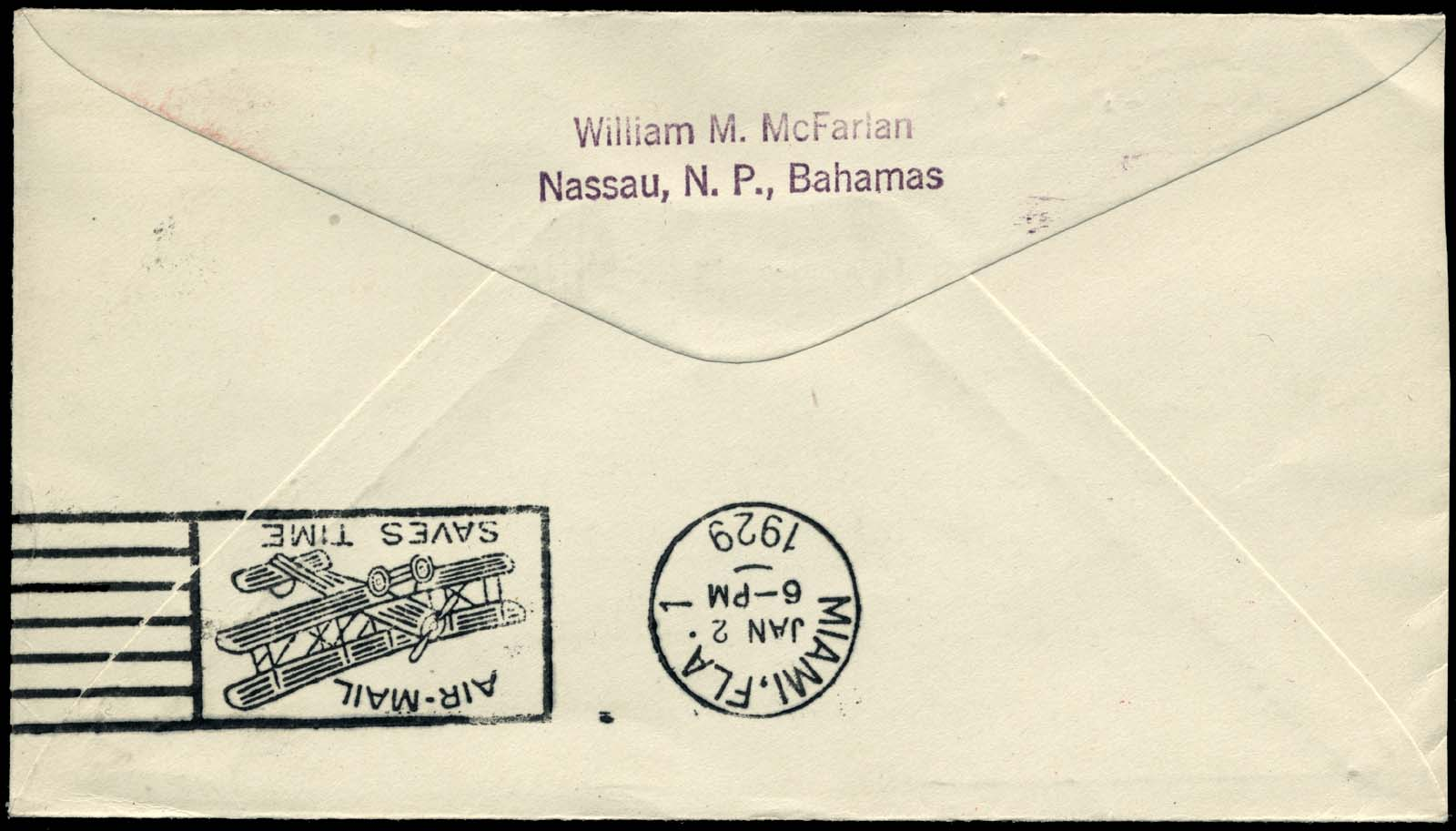
Revers d'un sobre engomat.

- Sobres engomats. Cal humitejar la solapa per a apegar-los, el que es fa amb la llengua o amb un coixinet humitejat. La solapa té forma triangular que constitueix aquest el sistema clàssic de tancament.
- Sobres autoadhesius. La solapa adhereix tirant una tira plàstica. Per la seva comoditat, els sobres d'auto-tancament han substituït gairebé completament els anteriors.

Pel seu disseny, es poden distingir:
- Sobres sense finestra, en què cal escriure l'adreça del destinatari
- Sobres amb finestra. Porten una finestra plàstica en la part inferior esquerra que deixa veure la direcció escrita en la mateixa carta.

### Bosses
Els sobres de més grans dimensions i de tancament lateral es denominen genèricament bosses. Els materials més comuns de fabricació són els següents.
- Paper kraft
- Kraft Armat. Molt resistents, apropiats per a documentació pesant.
- Plàstic. Sobre autoadhesiu utilitzat per a diversos enviaments.
- Bosses encoixinades (blanques o crues). Són sobres de paper a l'interior dels quals s'ha introduït plàstic de bombolles. S'utilitzen per a enviar articles delicats com ara cintes de vídeo, CDs, disquets, etc.
- Paper plastificat amb polietilè. Es tracta de sobres amb protecció utilitzats per a introduir objectes de petites i mitjanes dimensions.
- Bosses amb manxa. Normalment amb manxa en els tres costats, serveixen per a l'enviament d'expedients voluminosos. N'hi ha en kraft normal i kraft armat.

### Colors

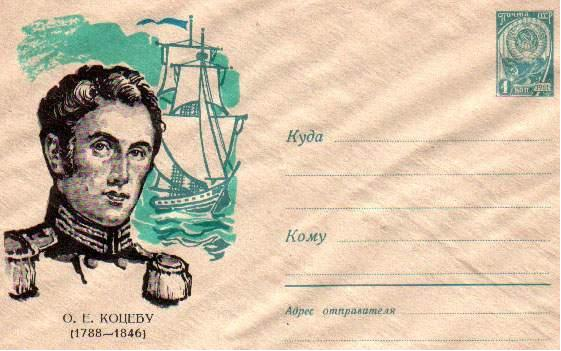

Les colors tradicionals per als sobres i que permeten una correcta llegibilitat són el blanc i el sèpia. Tanmateix, poden adoptar diferents colors, cosa que és habitual en enviaments publicitaris. També poden estar impresos amb diferents missatges promocionals sempre que l'adreça i el nom del destinatari siguin ben visibles.

## Sobres especials
- Sobre prepagat (sobre prefranquejat). No cal pas segell, car el porten imprès i el seu preu està comprès en el muntant del sobre.
- Sobre amb justificant de recepció. Sobre que porta apegat l'imprès corresponent.

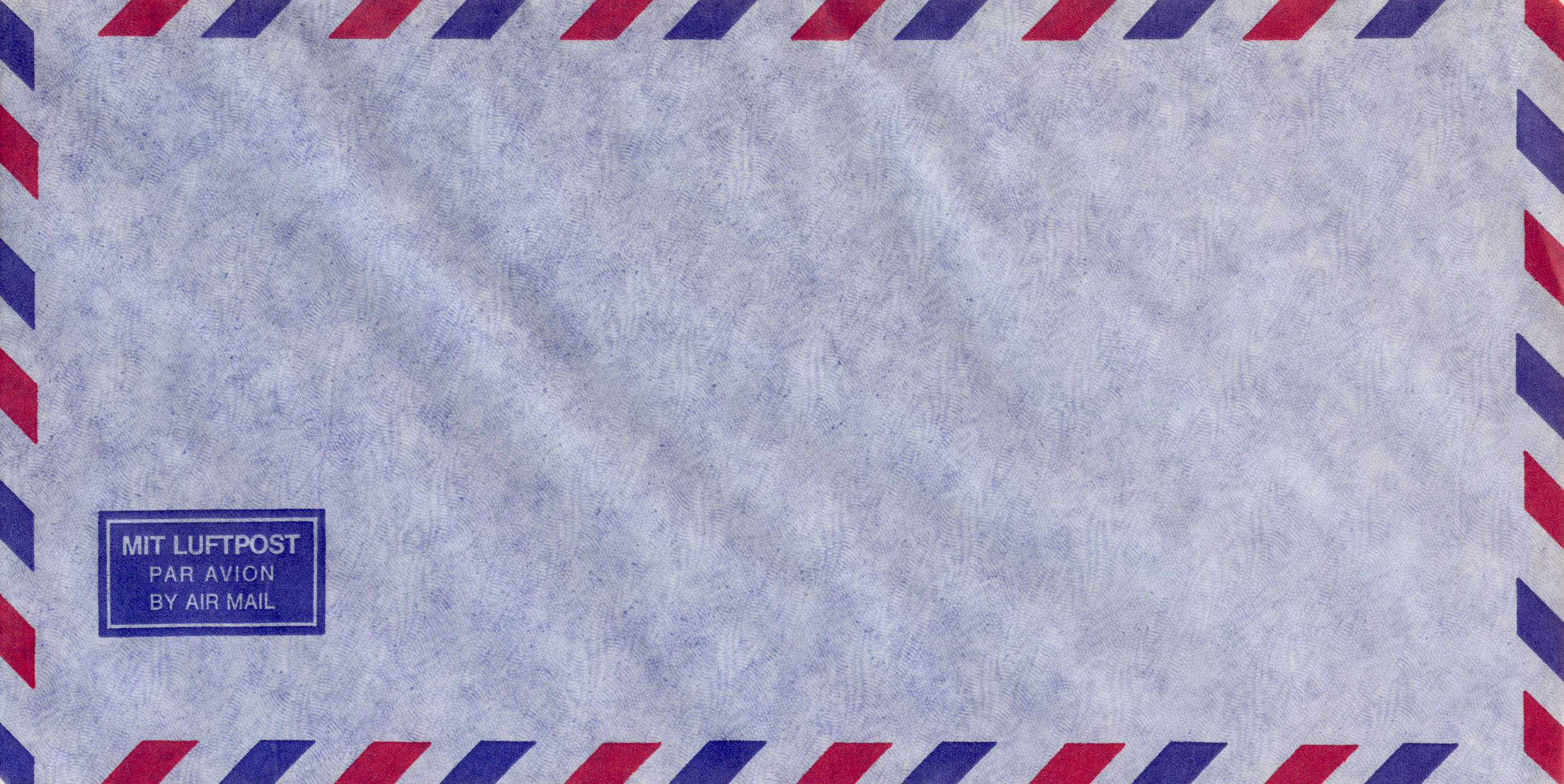

- Sobre d'enviament per avió. Sobre que es distingia per unes franges vermelles i blaves impreses en el seu contorn i que es destinava al correu aeri.
- Sobre urgent. Sobre que porta impresa el mot 'urgent' i es destina a aquest tipus d'enviaments.
- Sobre per correu intern. Sobre que porta impreses diverses caselles en què s'indica el nom de l'enviador i del destinatari. Està dissenyat per a utilitzar-se diverses vegades dins d'una mateixa companyia per la qual raó es tanca amb un adhesiu feble.
- Sobre Primer Dia. Sobre filatèlic preparat per a commemorar el dia d'emissió de nous segells.
- Sobres d'Art Postal. Sobres manipulats artísticament pels creadors que treballen en l'art postal, i que circulen entre països, contenen els treballs objecte del bescanvi dels artistes postals, o essent el mateix sobre aquest producte artístic.

## Dimensions
Algunes dimensions estàndard de sobres són les següents:
- Din A5, 162 mm × 229 mm
- quartilla prolongat, 190 mm × 250 mm
- Americà, 110 mm, × 220 mm i 115 mm × 225 mm
- Comercial, 120 mm × 176 mm

Format de sobres pre-franquejats: :
- Sobre americà: 110 x 225 mm (fins a 20 g)
- Quadrat: 120 x 176 mm
- Din A5: 190 x 250 mm (no s'ha de confondre amb format DIN 476, segons el qual DIN A5 correspon a 148 x 210 mm)
- Certificat pre-pagat amb avís de rebut (AR): 150 x 135 mm (fins a 50 g).

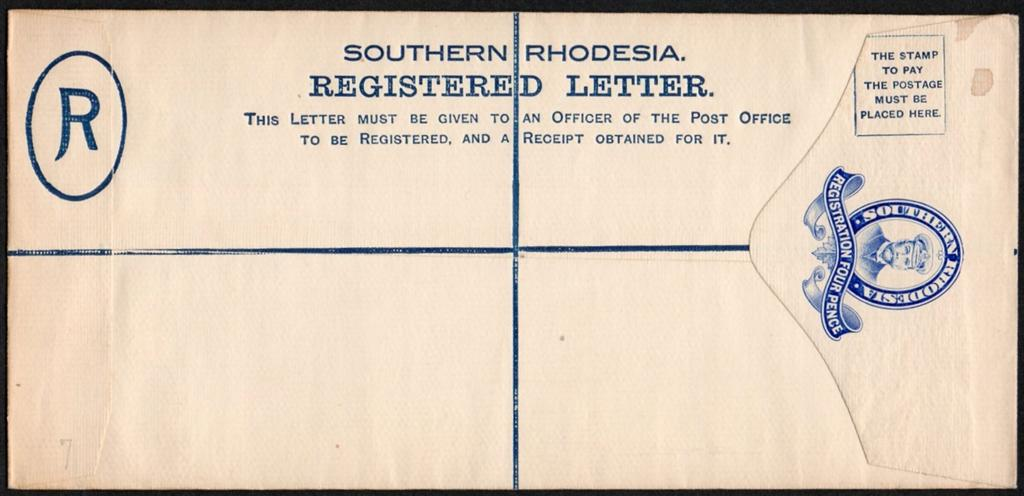
Sobre de correu certificat
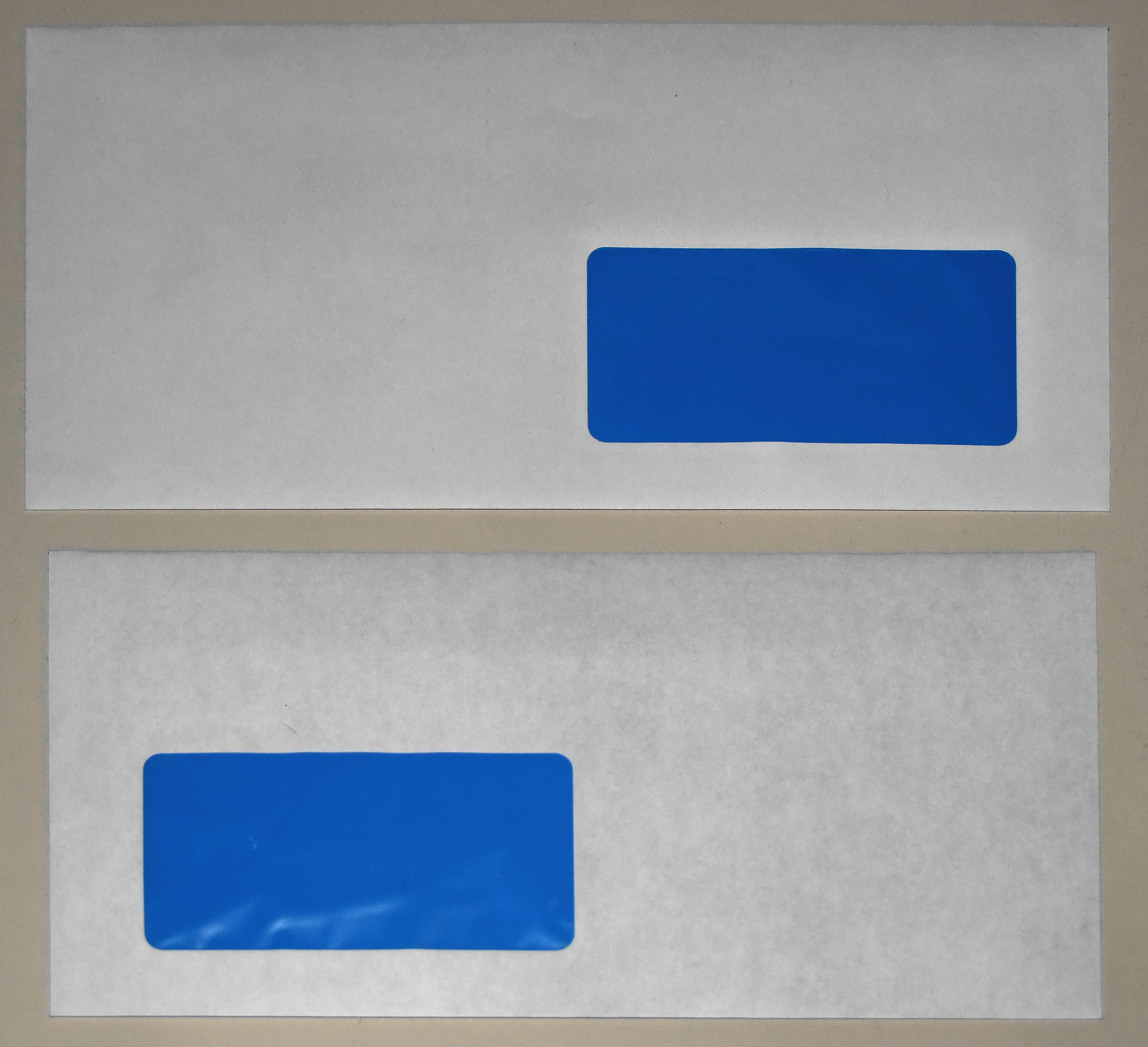
Sobres amb finestra
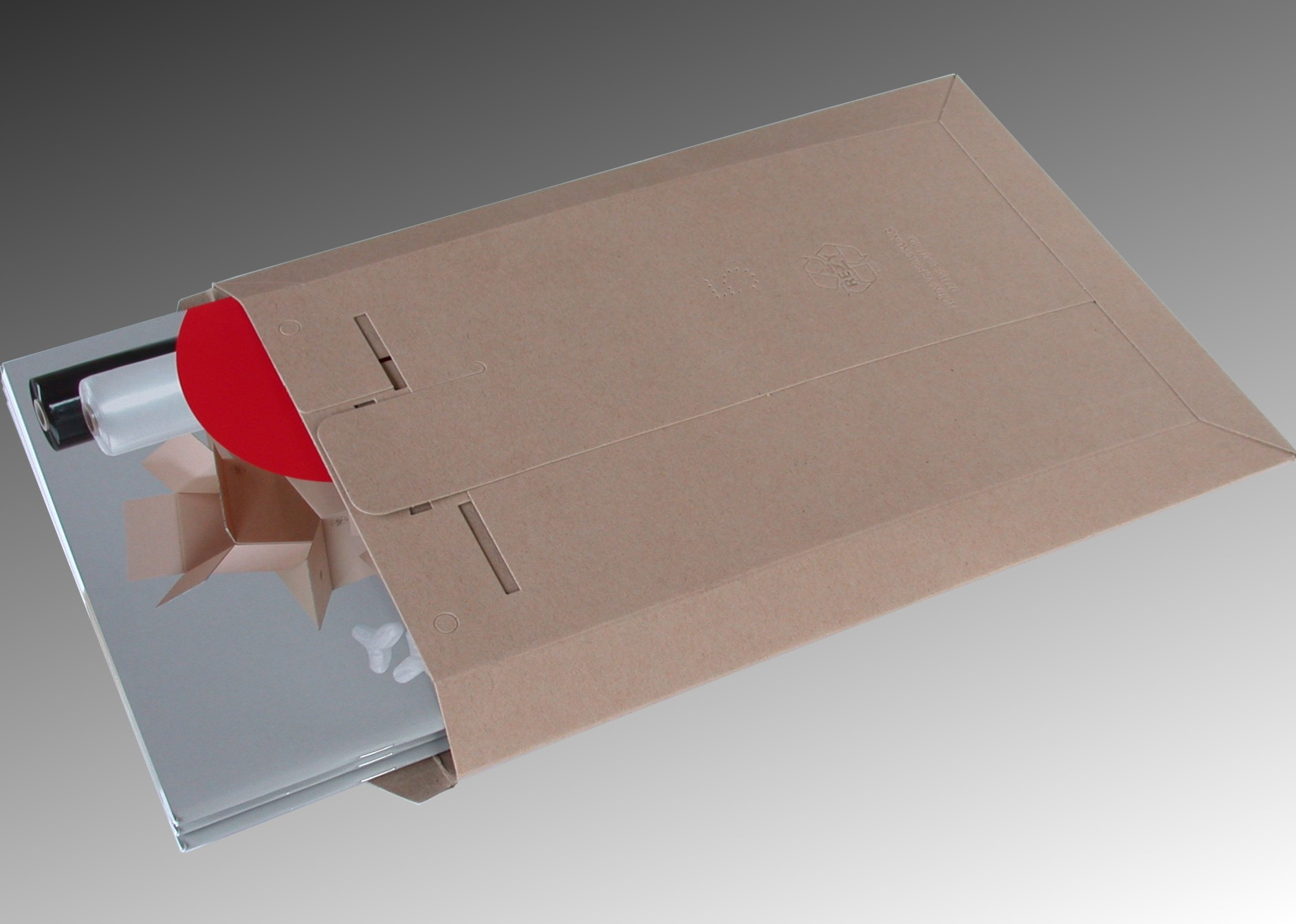
Bossa
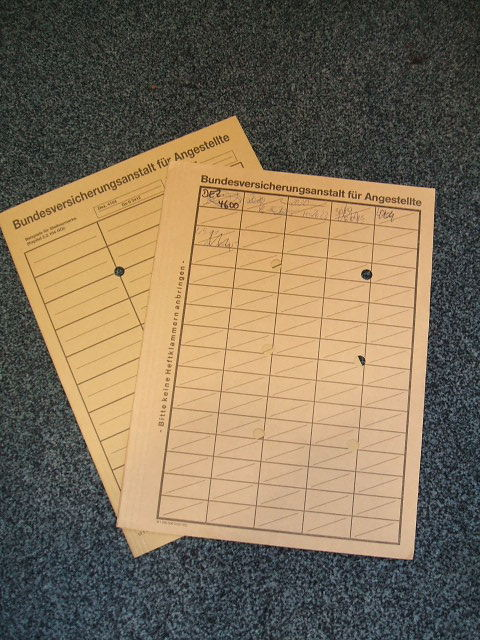
Sobre de correu intern